# Tour de França de 1963
L'edició del Tour de França 1963 és la 50a de la carrera francesa i torna a ser guanyada per Jacques Anquetil, convertint-se d'aquesta manera en el primer ciclista a guanyar 4 edicions del Tour de França.
La sortida es farà des de Nogent-sur-Marne, amb la presència de 13 equips de 10 corredors cadascuna. Sols l'equip espanyol Ferrys arriba sencera a París.
A banda de Jacques Anquetil, vencedor de la cursa i de 4 etapes, destaca Rik Van Looy que també venç en 4 etapes.

## Resultats

### Classificació general
| Classificació General                 | Classificació General | Classificació General | Classificació General |
| ------------------------------------- | --------------------- | --------------------- | --------------------- |
| 1.                                    | Jacques Anquetil      | França                | 113h30'05"            |
| 2.                                    | Federico Bahamontes   | Espanya               | a 3'35"               |
| 3.                                    | José Pérez-Francés    | Espanya               | a 10'14"              |
| 4.                                    | Jean-Claude Lebaube   | França                | a 11'55"              |
| 5.                                    | Armand Desmet         | Bèlgica               | a 15'00"              |
| 6.                                    | Angelino Soler        | Espanya               | a 15'04"              |
| 7.                                    | Renzo Fontona         | Itàlia                | a 15'27"              |
| 8.                                    | Raymond Poulidor      | França                | a 16'46"              |
| 9.                                    | Hans Junkermann       | Alemanya              | a 18'53"              |
| 10.                                   | Rik Van Looy          | Bèlgica               | a 19'24"              |
| 130 participats, 76 acabaren la cursa |                       |                       |                       |

### Gran Premi de la Muntanya
| 1r | Federico Martín Bahamontes | 147 pts |
| 2n | Raymond Poulidor           | 70 pts  |
| 3r | Guy Ignolin                | 68 pts  |

### Classificació de la Regularitat
| 1r | Rik Van Looy               | 275 pts |
| 2n | Jacques Anquetil           | 138 pts |
| 3r | Federico Martín Bahamontes | 123 pts |

### Classificació per equips
| 1r | Saint Raphael-VC XII°-Gitane |

### Etapes
| Etapa  | Data         | Recorregut                   | km         | Guanyador           | Líder               |
| 1a     | 23 de juny   | Nogent-sur-Marne - Epernay   | 152,5      | Eddy Pauwels        | Eddy Pauwels        |
| 2a (a) | 24 de juny   | Reims - Jambes               | 185,5      | Rik Van Looy        | Eddy Pauwels        |
| 2a (b) | 24 de juny   | Jambes - Jambes              | 21,5 (CRE) | Pelforth-Sauvage    | Eddy Pauwels        |
| 3a     | 25 de juny   | Jambes - Roubaix             | 223,5      | Seamus Elliott      | Seamus Elliott      |
| 4a     | 26 de juny   | Roubaix - Rouen              | 235,5      | Frans Melckenbeeck  | Seamus Elliott      |
| 5a     | 27 de juny   | Rouen - Rennes               | 285        | Antonio Bailetti    | Seamus Elliott      |
| 6a (a) | 28 de juny   | Rennes - Angers              | 118,5      | Roger de Breuker    | Seamus Elliott      |
| 6a (b) | 28 de juny   | Angers - Angers              | 24,5 (CRI) | Jacques Anquetil    | Gilbert Desmet      |
| 7a     | 29 de juny   | Angers - Llemotges           | 236        | Jan Janssen         | Gilbert Desmet      |
| 8a     | 30 de juny   | Llemotges - Bordeus          | 231,5      | Rik Van Looy        | Gilbert Desmet      |
| 9a     | 1 de juliol  | Bordeus - Pau                | 202        | Pino Cerami         | Gilbert Desmet      |
| 10a    | 2 de juliol  | Pau - Banhèras de Bigòrra    | 148,5      | Jacques Anquetil    | Gilbert Desmet      |
| 11a    | 3 de juliol  | Banhèras de Bigòrra - Luchon | 131        | Guy Ignolin         | Gilbert Desmet      |
| 12a    | 4 de juliol  | Luchon - Tolosa              | 207,5      | André Darrigade     | Gilbert Desmet      |
| 13a    | 6 de juliol  | Tolosa - Aurillac            | 234        | Rik Van Looy        | Gilbert Desmet      |
| 14a    | 7 de juliol  | Aurillac - Saint-Étienne     | 236,5      | Guy Ignolin         | Gilbert Desmet      |
| 15a    | 8 de juliol  | Saint-Étienne - Grenoble     | 174        | Federico Bahamontes | Gilbert Desmet      |
| 16a    | 9 de juliol  | Grenoble - Val-d'Isère       | 202        | Fernando Manzaneque | Federico Bahamontes |
| 17a    | 10 de juliol | Val-d'Isère - Chamonix       | 227,5      | Jacques Anquetil    | Jacques Anquetil    |
| 18a    | 11 de juliol | Chamonix - Lons-le-Saunier   | 225        | Frans Brands        | Jacques Anquetil    |
| 19a    | 12 de juliol | Arbois - Besançon            | 54,5 (CRI) | Jacques Anquetil    | Jacques Anquetil    |
| 20a    | 13 de juliol | Besançon - Troyes            | 233,5      | Roger de Breuker    | Jacques Anquetil    |
| 21a    | 14 de juliol | Troyes - París               | 185,5      | Rik Van Looy        | Jacques Anquetil    |